# Leonie Walter
Leonie Maria Walter (* 17. Januar 2004 in Freiburg im Breisgau) ist eine deutsche Biathletin und Skilangläuferin.

## Sportliche Erfolge
Leonie Maria Walter trainiert beim SC St. Peter und tritt bei nordischen Skiwettkämpfen als sehbehinderte Athletin in der Startklasse B2 mit ihrem Begleitläufer Pirmin Strecker an. Mitte 2023 wechselte sie den Begleitläufer, seither läuft sie mit Christian Krasmann.
Seit 2019 gehört sie dem Nationalkader an und wird von Ralf Rombach trainiert. Bei den Nordischen Skiweltmeisterschaften der Behinderten 2021 in Lillehammer erreichte sie als beste Platzierungen im Biathlon über 12 Kilometer und im Langlauf in der Staffel jeweils den 5. Rang.
Bei den Winter-Paralympics 2022 in Peking gewann sie im Biathlonrennen über 10 Kilometer die Goldmedaille. Über 6 Kilometer, 12 Kilometer und im Langlauf über 15 Kilometer gewann sie jeweils hinter Oksana Schyschkowa und Linn Kazmaier die Bronzemedaille. Bei den Weltmeisterschaften 2023 in Östersund errang sie zusammen mit Pirmin Strecker zwei Gold-, zwei Silber- und zwei Bronzemedaillen.
Vom 6. bis 10. März 2024 fand in Prince George (Kanada) die Para-Biathlon-Weltmeisterschaft 2024 statt. Leonie Walter und Christian Krasman gewannen 3 Silbermedaillen im Sprint, im Einzelwettbewerb und im Verfolgungsrennen. Im Team-Sprint gewannen sie ebenfalls Silber.

## Auszeichnungen
- 2022: Silbernes Lorbeerblatt[2]